# Virovitička udarna brigada NOVJ-a
Virovitička udarna brigada NOVJ-a formirana je 24. kolovoza 1944. godine kraj Grubišnog Polja od Bilogorskog odreda i Prvog bataljuna 16. omladinske brigade „Joža Vlahović”. U svom je sastavu imala četiri bataljuna s ukupno 737 boraca, a već krajem rujna 1316 boraca. Dana 28. kolovoza ušla je u sastav 40. slavonske divizije NOVJ-a.

## Ratni put brigade
Ratujući ulgavnom na području Podravine, rušila je u više navrata prugu Virovitica-Barcs i vodila borbe protiv njemačkih, ustaških i domobranskih snaga. Zajedno s 18. slavonskom brigadom 16. rujna oslobodila je Daruvar. Dana 25. i 26. rujna sudjelovala je u oslobađanju Slatine. Tijekom listopada, nakon uspostave i stabilizacije Virovitičkog mostobrana operirala je na širem području Virovitice i Pitomače, oko Koprivnice, Banove Jaruge i Batrine, a tijekom studenog na liniji Našice-Osijek. od 18. do 24. studenog sudjelovala je u borbama za Našice. Nakon toga je do početka siječnja 1945. izvodila diverzije na komunikaciji Pleternica-Našice-Osijek. Dana 31. siječnja dodijeljen joj je naziv udarna. Tijekom veljače djelovala je na području Pavlovca, Grubišnog Polja, Psunja i Ravne gore, tijekom ožujka na području Voćina, Požege, Šušnjara, a u travnju je sudjelovala u završnim borbama za oslobođenje Našica. Tijekom druge polovice travnja sudjelovala je u oslobođenju Požeške kotline, 1. svibnja u oslobođenju Grubišnog Polja, a 12. svibnja stigla je do Maribora, gdje završava njen ratni put.
Virovitička udarna brigada odlikovana je Ordenom zasluga za narod.